# مايتي ألاماند
مايتي ألاماند Maité Allamand ؛ولدت في 29 تشرين الأول / أكتوبر 1911 - 3 كانون الثاني / وتوفيت في يناير 1996 ؛ هي كاتبة ودبلوماسية تشيلية. تنحدر ألاماند من عائلة فرنسية مقيمة في تشيلي، وكانت شخصية مؤثرة في التطور المبكر لأدب الأطفال في تشيلي.
وكانت مديرة نادي بن( PEN) وعضوا في المجلس الدولي للكتب الخاصة بالشباب (IBBY). حصلت على العديد من الجوائز، بما في ذلك الجائزة البلدية لعام 1962 في سانتياغو في فئة القصة القصيرة وجائزة آبي كراف لعام 1969.

## السيرة الذاتية
قضت مايتي ألاماند طفولتها في الريف على ضفاف نهر مول، بعد أن نقلت وظيفة والدها هناك. أثرت هذه البيئة الريفية على عملها لاحقا. في عام 1920 التحقت بكلية القلب المقدس (Sacred Heart )في تالكا، حيث تعلمت التحدث وقراءة الإسبانية.
بعد الانتهاء من تعليمها، عملت ألاماند مندوبة في بلجيكا، وذلك بفضل إتقانها من الفرنسية. ظلت في هذا المنصب من 1932 حتى 1940، عندما تزوجت من الطبيب والباحث لويس هيرفيه.

## أعمالها
بعض من أعمالها:
- 1933 - «Cosas de campo»
- 1936 - «Parvas viejas»
- 1944 - «Renovales»
- 1950 - «Alamito el Largo»
- 1960 - «El funeral del diablo»
- 1966 - «Huellas en la ciudad»
- 1969 - «El sueño y la lumbre»
- 1974 - «La niña de las trenzas de lana»
- 1991 - «Cerrín que quería crecer»
- 1993 - «El buzón colorado»